# シクロプロパン
シクロプロパン（cyclopropane）は、分子式 C3H6を持つシクロアルカン分子である。3つの炭素原子が互いにつながり環を形成し、それぞれの炭素原子が2つの水素原子と結合することで、D3h分子対称性を持つ。シクロプロパンおよびプロペンは同じ分子式を持つが異なる構造を持つ構造異性体である。
融点 −127 ℃、沸点 −33 ℃、CAS登録番号は [75-19-4]。常温で無色の気体で 4–6 気圧に加圧すると液化する。常温で2.7倍の体積の水に溶解し、エタノール、アセトンに可溶である。
シクロプロパンは吸引すると麻酔作用を示す。現代では、通常条件下でのその極めて高い反応性のために、その他の麻酔薬に取って代わられている。シクロプロパンガスが酸素と混合すると、爆発の危険性が高い。

## 歴史
シクロプロパンは1881年にアウグスト・フロイントによって発見された。フロイントはまた最初の論文で、この新規物質の正しい構造を提唱した。フロイントは1,3-ジブロモプロパンをナトリウムで処理し、分子内ウルツ反応によって直接シクロプロパンに導いた。この反応の収率は、ナトリウムの代わりに亜鉛を使用することで1887年にグスタフソンによって改善された。シクロプロパンはヘンダーソンとルーカスが1929年に麻酔作用を発見するまでは商業的な応用はされなかった。工業的生産は1936年に始まった。

## 麻酔
シクロプロパンは、アメリカの麻酔医ラルフ・ウォーターズによって臨床用途に導入された。ウォーターズは、この高価であった薬剤を節約するために炭酸ガス吸収の閉鎖系呼吸回路を使用した。シクロプロパンは比較的強く、刺激性のない、甘い臭いのする薬剤であり、最小肺胞内濃度は17.5 %、血液／ガス分配係数は0.55である。これは、シクロプロパンと酸素の吸引による麻酔の導入が素早く、不快でないことを意味する。しかしながら、持続的麻酔の結果、患者は血圧の突然の低下を起こすことがあり、不整脈を起こす危険性がある。この反応は「シクロプロパンショック」と呼ばれている。この理由と、高い費用と爆発性から、現在のようにほぼ使用されなくなる前は、麻酔の導入にのみ使用されていた。ボンベと流量計はオレンジ色である。

### 薬理学
シクロプロパンはGABAA受容体およびグリシン受容体に対して不活性であり、代わりにNMDA受容体アンタゴニストとして作用する。また、AMPA受容体とニコチン性アセチルコリン受容体を阻害し、特定のK2Pチャネルを活性化する。

## 構造および結合

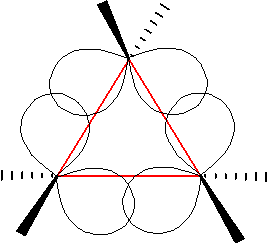
シクロプロパンの曲がった結合モデルにおける軌道の重なり

シクロプロパンの三角形構造は、炭素-炭素結合間の結合角が60° であることを必要とする。これは熱力学的に最も安定な109.5°（sp3混成軌道を持つ原子間の角度）から離れており、著しい環ひずみをもたらす。また、シクロプロパン分子は水素原子の重なり形配座によってねじれひずみをも持つ。このように、炭素原子間の結合は典型的なアルカンよりもかなり弱く、これによって反応性が高くなっている。
炭素中心間の結合は、一般的に曲がった結合の観点から描写されている。このモデルでは、炭素-炭素結合は「軌道間角」が104°となるように外側に曲がっている。これは結合のひずみの度合いを低下させ、C-C結合が通常よりもp性を持つように（同時に炭素-水素結合はよりs性が高まる）炭素原子のsp3混成を理論的にはsp5混成（すなわちs軌道の電子密度1/6とp軌道の電子密度5/6）へと変形させることによって達成される。曲がった結合によってもたらされる独特の結果の一つは、シクロプロパンのC-C結合が通常よりも弱いのに対して、炭素原子は普通のアルカンの結合よりも互いに接近していることである（シクロプロパンでは151 pm、通常のアルカンは153 pm）。
シクロプロパン中の結合を説明する代替モデルはウォルシュダイアグラムを含み、分光学的証拠と群対称性を考慮して、分子軌道理論に合ったよりよい説明を目指している。このモデルでは、シクロプロパンはメチレンカルベンの3中心結合した軌道の組合せとして描写される。
シクロプロパンの3つのC-C σ結合の6個の電子の環状非局在化は、シクロブタンと比較して相対的に低いシクロプロパンのひずみエネルギー（"わずか" 27.6 kcal mol−1と26.2 kcal mol−1。シクロヘキサンを基準Estr =  0 kcal mol−1とする）の説明としてマイケル・J・S・デュワーによって与えられた。原型的な芳香族性の例であるベンゼン中の6π電子の環状非局在化と比較して、この安定化はσ-芳香族性と呼ばれる。シクロプロパンにおける反磁性環電流の仮定は、NMRスペクトルにおけるプロトンの遮蔽や、異常な磁気的性質（高い反磁性磁化率、磁化率の高い異方性）と一致する。σ-芳香族性によるシクロプロパンの安定化に関するより最近の研究では、11.3 kcal mol−1の安定化がこの効果によるものとされている。

## 合成
シクロプロパンは、ウルツ反応によって初めて合成された。
{\displaystyle {\ce {(CH2)3Br2\ + 2 Na -> (CH2)3\ + 2NaBr}}}

### シクロプロパン化
シクロプロパン環は、膨大な数の生体分子や医薬品に含まれている。このため、シクロプロパン環の形成（一般的にシクロプロパン化と呼ばれる）は化学研究における活発な分野である。

## 反応
C-C結合のπ性が増大したことによって、シクロプロパンは特定の場合にアルケンのように反応する。例えば、無機酸によってヒドロハロゲン化を受け、鎖状ハロゲン化アルキルを与える。置換シクロプロパン類もまた、マルコフニコフ則に従って反応する。

## 安全性
シクロプロパンは引火性が高い。しかしながら、そのひずみエネルギーにもかかわらず、その他のアルカンよりもそれ程爆発性は高くない。